# James Thompson (piloto)
James Thompson (26 de abril de 1974, York, Inglaterra, Reino Unido) es un piloto de automovilismo de velocidad británico que se ha destacado en competiciones de turismos. Ganó el Campeonato Británico de Turismos de 2002 y 2004, resultó subcampeón en 2003, tercero en 1998 y 2001, cuarto en 1999 y quinto en 1997. También finalizó tercero en el Campeonato Mundial de Turismos de 2007. El piloto ha competido de manera oficial para las marcas de automóviles Honda, Vauxhall, SEAT, Alfa Romeo y Lada.

## Carrera deportiva
Thompson debutó en el Campeonato Británico de Turismos de 1994 con un Peugeot 405 del equipo Woodkirk, para el cual puntuó en una carrera. En 1995, RML lo contrató para pilotar un Vauxhall Cavalier oficial. Logró una victoria y cuatro podios en la primera mitad de la temporada, pero un choque en la fecha de Knockhill le causó una lesión en la vista que lo alejó de las pistas por el resto de la temporada. No obstante, sumó suficientes puntos para resultar séptimo en el campeonato. Volvió al equipo oficial Vauxhall para 1996, año en que estrenó el nuevo Vauxhall Vectra. Marcó una victoria y un segundo puesto en 24 carreras, lo que lo colocó décimo en el campeonato.
Para el Campeonato Británico de Turismos de 1997, Thompson ingresó al equipo Prodrive. Al volante de un Honda Accord oficial, obtuvo una victoria y siete podios, con lo cual terminó en la quinta colocación final. En 1998, logró cuatro victorias y once podios, de modo que terminó tercero en el campeonato, habiendo disputado el título contra Rickard Rydell de Volvo y Anthony Reid de Nissan.
Honda pasó a tener como representante oficial a West Surrey Racing en 1999, manteniendo al inglés en el equipo. Consiguió cuatro triunfos y diez podios en 1999, con lo cual quedó cuarto en el campeonato. En 2000, el piloto obtuvo una victoria y cuatro podios que lo relegaron a la novena posición en el clasificador final. Simultáneamente, disputó cinco de las ocho fechas del renacido Deutsche Tourenwagen Masters con un Audi TT de Abt, obteniendo dos novenos lugares como mejores resultados.
Ante el cambio de reglamento técnico en el Campeonato Británico de Turismos, Honda se tomó un año sabático para desarrollar el modelo. Thompson salió del equipo e ingresó a Egg Sport, el equipo satélite de Triple 8, para pilotar un Vauxhall Astra oficial. En un año dominado por Triple Eight, el inglés terminó tercero por detrás de Jason Plato e Yvan Muller, logrando cuatro victorias y 20 podios en 26 carreras. También obtuvo dos podios en cuatro carreras del Campeonato Europeo de Turismos, donde participó para JAS  con un Honda Accord.
El piloto pasó al equipo principal Vauxhall Motorsport para el Campeonato Británico de Turismos de 2002, en sustitución de Plato, quien había iniciado un proyecto en stock cars. Con seis victorias y 14 podios en 20 carreras, obtuvo el campeonato frente a Muller, Matt Neal y Reid.
En 2003, Thompson logró cuatro victorias y once podios en el Campeonato Mundial de Turismos, pero Muller lo aventajó con seis triunfos y 17 podios, relegándolo al subcampeonato. La situación volvió a revertirse en 2004, ya que Thompson se alzó con la corona ante Muller, al acumular cuatro victorias y 14 podios. Paralelamente, el inglés compitió de manera parcial en el Campeonato Europeo de Turismos con un Alfa Romeo 156 de Autodelta. En 2003 logró una victoria en cuatro carreras disputadas, y en 2004 terminó noveno con una victoria y cuatro podios en las nueve carreras que corrió.
Thompson dejó el Campeonato Británico de Turismos, cuando N.Technology lo contrató para disputar el expandido Campeonato Mundial de Turismos de 2005 con un Alfa Romeo 156 oficial. Finalizó octavo con una victoria y tres podios, puntuando en apenas 11 de 20 carreras. Alfa Romeo abandonó el Campeonato Mundial de Turismos ese mismo año.
En 2006, el piloto desarrolló un programa doble como piloto oficial de SEAT. Por un lado disputó el Campeonato Mundial de Turismos, donde terminó nuevamente octavo pero sin lograr ninguna victoria. Al mismo tiempo, disputó seis de las diez fechas del Campeonato Británico de Turismos como compañero de equipo de Plato. En las 18 carreras que disputó, cosechó tres victorias y cinco segundos puestos, que le bastaron para resultar sexto en el campeonato.
El inglés volvió al equipo N.Technology para participar en el Campeonato Mundial de Turismos de 2007 con un Alfa Romeo 156 como privado. Con dos victorias y ocho podios, terminó tercero por detrás de Andy Priaulx e Yvan Muller, pilotos oficiales de BMW y SEAT respectivamente. Continuando en 2008 como privado en N.Technology pero ahora con un Honda Accord, el piloto obtuvo una victoria y un podio, pero puntuó en solamente seis carreras, de modo que quedó 15.º en el clasificador final. También inició un programa en el Campeonato Danés de Turismos con un Honda Accord de Hartmann, donde resultó noveno con dos victorias y cinco podios.
Tras la salida de N.Technology del Campeonato Mundial de Turismos, Thompson se convirtió en piloto oficial de Lada en dicho certamen. Puntuó en dos de ocho carreras disputadas en 2009, terminando 17.º en el campeonato. También corrió en seis fechas del Campeonato Británico de Turismos con un Honda Civic de Team Dynamics, logrando tres victorias y cinco podios que lo colocaron noveno en el campeonato. Además, finalizó tercero en el Campeonato Danés de Turismos para Hartmann, al obtener cuatro triunfos y nueve podios en 15 carreras. Al final del año, obtuvo la Copa Europea de Turismos disputada en Braga al volante de un Honda Accord de Hartmann.
En 2010, Thompson ganó dos carreras del Campeonato Danés de Turismos, a la vez que obtuvo la Copa Europea de Turismos para Hartmann, superando a Michel Nykjær y Tomas Engström al sumar una victoria y podios en las seis carreras. Por otra parte, se desempeñó como piloto de pruebas de la nueva generación de automóviles del Campeonato Británico de Turismos. El piloto disputó cinco fechas del Campeonato Escandinavo de Turismos de 2011 con un Volvo C30 de Polestar, obteniendo dos podios.
Thompson volvió a formar parte del equipo oficial de Lada en el Campeonato Mundial de Turismos 2012. Ese año participó en dos fechas con un Lada Granta. El británico disputó todas las fechas de 2013, puntuando en apenas siete carreras de 24 sin lograr podios. Por tanto, terminó el año en la 14.ª colocación. En 2014 puntuó en ocho de 23 carreras, destacándose un sexto puesto y un séptimo en Goldenport, por lo que acabó 15.º en la clasificación general.

## Resultados

### Copa Mundial de Turismos
(Clave) (negrita indica pole position) (cursiva indica vuelta rápida)

| Año  | Equipo                          | Auto                         | 1   | 2   | 3   | 4   | 5   | 6   | 7   | 8   | 9   | 10  | 11  | 12  | 13  | 14  | 15  | 16  | 17  | 18  | 19  | 20  | 21  | 22  | 23  | 24  | 25  | 26  | 27  | 28  | 29  | 30  | Pos. | Pts. |
| ---- | ------------------------------- | ---------------------------- | --- | --- | --- | --- | --- | --- | --- | --- | --- | --- | --- | --- | --- | --- | --- | --- | --- | --- | --- | --- | --- | --- | --- | --- | --- | --- | --- | --- | --- | --- | ---- | ---- |
| 2018 |                                 |                              | MAR | MAR | MAR | HUN | HUN | HUN | ALE | ALE | ALE | NED | NED | NED | POR | POR | POR | SVK | SVK | SVK | CHN | CHN | CHN | CHW | CHW | CHW | JAP | JAP | JAP | MAC | MAC | MAC | 21°  | 36   |
| 2018 | ALL-INKL.COM Münnich Motorsport | Honda Civic Type-R TCR (FK8) | 14  | 6   | 8   | 12  | Ret | 7   | 22  | DSQ | 19  | 12  | 3   | 9   | Ret | WD  | WD  |     |     |     |     |     |     |     |     |     |     |     |     |     |     |     | 21°  | 36   |